# Plaza de Toros de Jerez
Plaza de Toros de Jerez är en amfiteater i Spanien.   Den ligger i provinsen Provincia de Cádiz och regionen Andalusien, i den sydvästra delen av landet, 500 km söder om huvudstaden Madrid. Plaza de Toros de Jerez ligger 50 meter över havet.
Terrängen runt Plaza de Toros de Jerez är platt. Runt Plaza de Toros de Jerez är det ganska tätbefolkat, med 149 invånare per kvadratkilometer. Närmaste större samhälle är Jerez de la Frontera, 0,54 km sydväst om Plaza de Toros de Jerez. Trakten runt Plaza de Toros de Jerez består till största delen av jordbruksmark.